# Tetraselago longituba
Tetraselago longituba là một loài thực vật có hoa trong họ Huyền sâm. Loài này được Hilliard & B.L. Burtt miêu tả khoa học đầu tiên.